# Борша (Ясси)
Борша (рум. Borșa) — село у повіті Ясси в Румунії. Входить до складу комуни Вледень.
Село розташоване на відстані 344 км на північ від Бухареста, 33 км на північний захід від Ясс.

## Населення
За даними перепису населення 2002 року у селі проживали 912 осіб, усі — румуни. Усі жителі села рідною мовою назвали румунську.